# Bronisława Wajs
Bronisława Wajs, dite Papusza (Lublin?, 17 août 1908? - Inowrocław, 8 février 1987) est une poétesse et chanteuse rom polonaise, membre de la communauté Polska Roma, le groupe nomade le plus nombreux à l’Est et au Nord de la Pologne au début de XXe siècle. Harpiste et danseuse talentueuse, elle apprend à lire et à écrire en autodidacte avant de composer des chants et des poèmes d'une grande puissance, qui seront publiés grâce au poète Jerzy Ficowski. Ainsi, elle sera la première Tsigane à être publiée et traduite en Pologne communiste au début des années 1950. Papusza reste une figure essentielle de l’histoire de la littérature romani, en tant que première poétesse et en tant que première voix littéraire rrom après la Seconde Guerre mondiale. Également auteure de textes et d'une correspondance en polonais, son œuvre forte et singulière a fait l'objet d'une récente redécouverte. Un film lui est d'ailleurs consacré en 2013, Papusza de Joanna Kos-Krauze et Krzysztof Krauze.

## Biographie
La date et le lieu de naissance de Bronislawa Wajs, surnommée "Papusza" (poupée en r romani) ne sont pas certains : elle serait née en 1908 ou en 1910, à Lublin ou à Plonsk. Toutefois, elle a retenu pour ses déclarations administratives, la date du 17 août 1908. Elle est issue d’une famille de harpistes itinérants, appartenant à la communauté Polska Roma et a grandi en Volhynie sur les bords du Niémen. Son père meurt lorsqu'elle n'a que 4 ou 5 ans et sa mère se remarie avec un Wajs. De son enfance, elle raconte: « Je suis une fille de la forêt. Une Tsigane née sous la broussaille. Je suis venue au monde dans un campement à la lisière des bois, du côté de Płońsk, non loin de Varsovie. On m'a porté de la forêt jusqu'à l'église du village. Maman me l'a raconté. » Enfant intelligente et joyeuse, aimant chanter et danser, Papusza Wajs apprend l'alphabet en jouant avec les enfants d'une école près de Grodno, puis une commerçante lui enseigne la lecture en échange de poulets. À l'époque, elle représente une exception, car peu d'enfants tsiganes savent lire et écrire. Un peu plus tard, elle devient diseuse de bonne aventure. Originale et indépendante, elle est mal vue par les membres de sa communauté et rejetée par la société polonaise.
Mariée à 15 ans, avec un harpiste beaucoup plus âgé (dix ans de plus), elle choisit de rompre son mariage. Elle raconte à ce propos : « À quatorze ans j'étais dchajory, pas laide et même avenante. Je veillais à ce que ma tenue soit toujours modeste et propre. Les gens ont fini par comprendre que mon instruction me profitait, et je suis devenue très populaire. Tout le monde parlait de moi, enfants et adultes. Quand j'ai eu mes quinze ans, on m'a demandée en mariage. Les Tsiganes ont coutume de marier leurs filles très tôt. À l'époque, je gagnais ma vie mieux qu'une vieille Tsigane. Or chez nous, ce qui compte vraiment, c'est de savoir bien gagner sa vie.» À l'âge de 26 ans, elle est ensuite enlevée par Dionis Wajs, frère du mari de sa mère, âgé de 42 ans et musicien à la tête d'un orchestre itinérant. Ce second mariage durera jusqu'à la mort de Papusza Wajs.

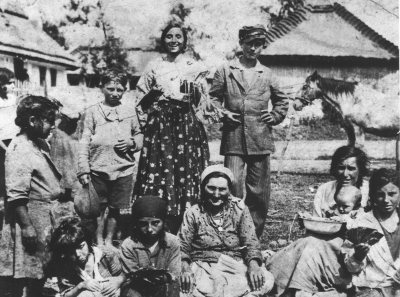
Papusza Wajs et sa communauté, Polska Roma

Avec l'ensemble orchestral de la famille Wajs, Papusza Wajs chante et improvise des poèmes. Ces chants traditionnels, une pratique artistique développée par les Tsiganes polonais, racontent souvent le quotidien difficile, la pauvreté, ou font l'éloge de la liberté. Mais, là encore, Papusza Wajs se distingue: par « la richesse de ses métaphores, sa précision poétique, les couleurs des images et des mots», son chant se rapproche de l'art poétique. Elle crée des épopées et des ballades, qui sont autant d'odes, extrêmement mélancoliques, à la nature.
La poétesse et sa famille ne sont pas épargnées par les persécutions nazies visant les gens du voyage. En 1943, près de Wlodzimierz, son campement subit une violente attaque nazie, près d'une centaine de personnes, membre de sa famille élargie, sont assassinées, les autres sont pourchassés. Papusza racontera l'extermination de son peuple dans le texte Les larmes de sang (Ratvale jasva). Dans cette longue lamentation, elle implore les forces de la nature à la rescousse de son peuple et du peuple Juif : « Ah ma petite étoile d'avant le jour / Toi qui scintilles/ franche au-dessus du monde / aveugle-les [...] / fais que vivent les enfants juifs et tsiganes.». Elle est bien plus belliqueuse dans un autre texte: « Moi, la Tsigane, je ne pleurais jamais. À cheval, le feu au cœur, je poursuivais les Allemands. La nuit, dans les forêts et par les chemins solitaires».
Après la guerre, en 1949, Papusza Wajs rencontre le jeune poète Jerzy Ficowski, qui, poursuivi par la police politique communiste, s'est réfugié dans des campements tsiganes jusqu'à 1951. La poétesse lui montre ses premiers textes. Profondément bouleversé par leur beauté, Ficowski lui propose de les traduire en polonais, ce qui signe le début d'une longue amitié entre les deux poètes. Dès lors, Ficowski parvient à faire publier les premiers poèmes dès 1950, dans une revue polonaise. Puis, en 1953, il publie un ouvrage de référence sur la culture tsigane polonaise, citant des poèmes de Papusza Wajs et proposant le premier glossaire romani/polonais jamais établi. Puis, il obtient la publication, grâce à son ami Julian Tuwim, du recueil « Chants de Papusza », qui a ensuite été réédité plusieurs fois.
Pourchassée par la police communiste, dans un climat de violence et de méfiance, la communauté de Papusza Wajs voit d'un mauvais œil la publication des poèmes, allant jusqu'à accuser la poétesse d'avoir trahi des secrets et des coutumes tsiganes. Rejetée, victime de diffamation, l’artiste souffre d’une profonde dépression. Elle en vient à exiger que son livre soit retiré de la vente puis, s’étant vue éconduire sans ménagement par l'éditeur, à brûler ses manuscrits. Plusieurs fois hospitalisée, mise à l’écart, elle cesse d’écrire et de chanter. Elle écrit à Ficowski : « Je n’ai pas trahi [...] Je n’ai dévoilé que ce que le monde savait depuis longtemps. Tant pis, cher P’tit frère, je n’ai qu’une peau, s’ils me l'arrachent une autre poussera, plus belle et plus noble, plus immaculée. Ils me traiteront de chienne. Mais un jour, le monde comprendra peut-être que je n‟ai rien fait de mal, que je n’en ai jamais eu l’intention. »

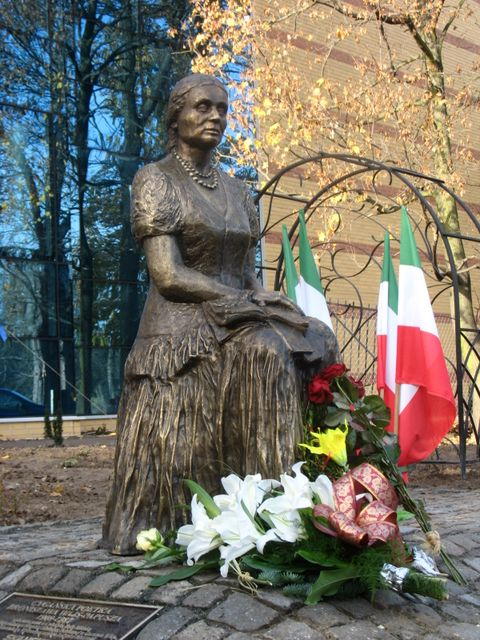
Statue de Papusza Wajs, Gorzów Wielkopolski

Complètement réappropriée par les Tsiganes polonais d’aujourd’hui, l’œuvre de Papuska Wajs fait l’objet d’un nouvel intérêt dont témoignent des recherches historiques, des commémorations, la réédition de ses textes, et la sortie à l’automne 2013 du film de fiction Papusza de Joanna Kos-Krauze et Krzysztof Krauze.

## Œuvres
- Bronislawa Wajs Papusza, Piesny Papuszy, Wroclaw, Ossolineum, 1956.
- Bronislawa Wajs Papusza, Piesni Mowione, Lodz, 1973.
- Bronislawa Wajs Papusza, Routes d’antan/Xargatune droma, traduction du romani par Marcel Courthiade, Paris L'Harmattan, 2010.

## Filmographie
- Papusza (2013) de Joanna Kos-Krauze et Krzysztof Krauze.
- Documentaire sur la vie des tziganes en Pologne: WŁADYSŁAW ŚLESICKI Zanim opadną liście
- Émission télévisée sur Papusza, 1978 (en polonais)